# 西非足球联会国家杯
西非足球联会国家杯（通常缩写为西非足球联会杯）是一个协会足球比赛，西非足球联会代表队有争议。

## 历史
1974年，多哥的纳辛贝·埃亚德马总统委托设计了一个奖杯，以期建立类似非洲国家杯锦标赛的区域竞赛。首次比赛在阿比让举行，东道主科特迪瓦赢得了比赛。
西非国家杯（第3区）于1982年开始，每年（除1985年外）举行直到1987年。同时，1983年西非国家经济共同体（CEDEAO）创立了另一场赛事，CEDEAO杯（第3区）并每两年举办一次，直到1991年。
第2区也有自己的比赛Amílcar Cabral杯，以几内亚比绍的解放者阿米爾卡·卡布拉爾命名。
西非国家杯在2002年作为西非足球联会国家杯回归，但是官方认为它不仅仅是旧赛事的延续，也是一场新赛事。在科特迪瓦发生暴力事件之后，2002年的赛事很短暂。其中两场比赛在取消后进行了重赛。最后经过8年的等待，比赛在2010年4月回归，尼日利亚的奥贡州主办了比赛，东道主获胜。

## 比赛结果
| 年份      | 东道主   |                                            | 决赛                                       | 决赛                                       | 决赛             |                  | 第三四名决赛     | 第三四名决赛 | 第三四名决赛 |
| 年份      | 东道主   | 冠军                                       | 比分                                       | 亚军                                       | 季军             | 比分             | 第四名           |              |              |
| 2002 细节 |          | 由于第一次科特迪瓦内战，比赛被迫停止一天。 | 由于第一次科特迪瓦内战，比赛被迫停止一天。 | 由于第一次科特迪瓦内战，比赛被迫停止一天。 |                  |                  |                  |              |              |
| 2010 细节 | 奈及利亞 | · 奈及利亞                                 | 2–0                                        | · 塞内加尔                                 | ·                | 1–0              | · 布吉納法索     |              |              |
| 2011 细节 | 奈及利亞 | · 多哥                                     | 3–2                                        | · 奈及利亞                                 | · 利比里亚       | 3–1              | ·                |              |              |
| 2013 细节 |          | ·                                          | 3–1                                        | · 塞内加尔                                 | ·                | 1–2              | · 多哥           |              |              |
| 2017 细节 |          | ·                                          | 4–1                                        | · 奈及利亞                                 | · 尼日尔         | 2–1              | ·                |              |              |
| 2019 细节 | 塞内加尔 | · 塞内加尔                                 | 1-1 (3-1 P)                                | ·                                          | 沒有第三名比賽。 | 沒有第三名比賽。 | 沒有第三名比賽。 |              |              |